# Baltia
Baltia — род чешуекрылых из семейства белянок и подсемейства Pierinae.

## Систематика
В состав рода входят:
- Baltia shawii (Bates, 1873) — Кашмир, Гималаи, Каракорум, Памир, Гиндукуш
- Baltia sikkima Fruhstorfer, 1903 — Сикким
- Baltia butleri (Moore, 1882) — Сикким, Тибет, Каракорум, Кашмир